# Гринвуд, Джеймс
Джеймс Гринвуд (англ. James Greenwood; 1833—1927) — британский писатель, редактор и журналист, автор романа «Подлинная история маленького оборвыша».

## Биография
Джеймс Гринвуд родился в 1833 году в семье мелкого служащего. У будущего писателя было одиннадцать братьев и сестёр. Трое братьев — Фредерик, Джеймс и Уолтер — начали самостоятельную жизнь с того, что поступили наборщиками в типографию. Через несколько лет Фредерик и Джеймс стали сотрудничать в газетах, а Уолтер, заболев туберкулёзом, умер у наборной кассы.
Фредерик в конце концов накопил изрядную сумму и стал редактором большой газеты. Джеймс стал журналистом и литератором, пишущим на злободневные темы. Он работал в газетах Pall Mall Gazette и Daily Telegraph. В шестидесятых — семидесятых годах XIX века имя Гринвуда стало хорошо известно в Англии благодаря серии очерков о лондонских ночлежных домах. Очерки написаны после долгого и пристального изучения лондонских трущоб (однажды Гринвуд даже прикинулся бродягой и провёл ночь в ночлежке). Откровения Гринвуда сильно смягчались редактором, однако тираж газеты благодаря этим публикациям вырос почти вдвое. Вскоре очерки были перепечатаны другими газетами и вызвали широкий общественный резонанс. «Картина, нарисованная Гринвудом, — говорилось в одной из статей, — тем более ужасна, что сам он провёл в этих условиях всего лишь одну ночь, а тысячи наших бездомных соотечественников вынуждены проводить таким образом всю жизнь». Кроме того, Гринвуд писал художественные произведения.
С конца пятидесятых годов XIX и до начала XX века Гринвуд выпустил около сорока книг. В шестидесятые — семидесятые годы XIX века он был очень популярен в России. Его романы, рассказы и очерки печатались в газетах и журналах и выходили отдельными изданиями.
Начиная с семидесятых годов, Гринвуд выступал в печати всё реже и реже, пока, наконец, его имя вовсе не исчезло из литературы. Он умер в 1927 году.

## Творчество
Значительную часть художественных произведений Гринвуда составляют юмористические повести из морской жизни и романы для юношества — о приключениях английских моряков в тропических странах, чаще всего в Африке, с описанием природы южных стран, быта и нравов туземцев. Среди произведений на эту тему можно назвать роман «Приключения Робина Дэвиджера, проведшего семнадцать лет и четыре месяца в плену у даяков на острове Борнео» (1869), похожий на «Приключения Робинзона Крузо» Даниэля Дефо. Другую группу произведений Гринвуда составляют рассказы и повести о животных: например, «Приключения семи лесных четвероногих, рассказанные ими самими» (1865). В этой книге разные звери рассказывают служителю зоологического сада, который понимает их язык, о своей вольной жизни в лесах и о том, как они были пойманы и привезены в Лондонский зоологический сад.
Однако самую большую группу произведений Гринвуда составляют рассказы, очерки, повести и романы о существовании обитателей лондонских трущоб: нищих, бродяг, безработных, мелких ремесленников, фабричных работниц и беспризорных детей. Наибольшей известностью пользовались очерки, составившие книгу «Семь язв Лондона» (1869).

### «Маленький оборвыш»
Для новых поколений читателей Гринвуд превратился в автора одной книги — «Маленького оборвыша». Главный герой повести — мальчик Джим Бализет, который оказывается на улице. Ему приходится промышлять на Ковентгарденском рынке, воруя что попадёт под руку или питаясь отбросами, ночевать в катакомбах и фургонах, а иногда и на сырой земле. С темой «Маленького оборвыша» тесно связан очерк «Беспризорные дети», в котором Гринвуд, в частности, пишет: «Если бы сегодня поутру смерть вымела всех до одного этих грязных оборвышей, подбирающих себе пропитание между кучами гнилушек, на рынке, то завтра же рынок был бы столь же запружен ими, как и всегда».
«Маленький оборвыш» впервые был опубликован в Лондоне в 1866 году и уже через два года появился в полном русском переводе Марко Вовчок на страницах «Отечественных записок» — передового журнала, который выходил в Петербурге под редакцией Некрасова и Салтыкова-Щедрина. Затем в начале XX века «Маленький оборвыш» неоднократно издавался в России в пересказе Александры Анненской.
В СССР «Маленький оборвыш» неоднократно издавался в пересказе Татьяны Богданович, Корнея Чуковского. Вообще в СССР «Маленький оборвыш» выдержал в общей сложности около пятидесяти изданий и был признан классическим произведением детской литературы. В то же время в Англии он был напечатан всего лишь два раза (второе и последнее издание вышло в 1884 г.).
О знакомстве с «Маленьким оборвышем» вспоминает Максим Горький в повести «В людях»:

Через несколько дней она дала мне Гринвуда «Подлинную историю маленького оборвыша»; заголовок книги несколько уколол меня, но первая же страница вызвала в душе улыбку восторга, — так с этою улыбкою я и читал всю книгу до конца, перечитывая иные страницы по два, по три раза. Так вот как трудно и мучительно даже за границею живут иногда мальчики! Ну, мне вовсе не так плохо, значит — можно не унывать! Много бодрости подарил мне Гринвуд…
Издаваемый и после распада СССР пересказ Чуковского имеет следующие отличия от дореволюционного пересказа Анненской (пересказ Анненской после распада СССР начали переиздавать в России):
- Чуковский опустил первые 5 глав «Маленького оборвыша» и начал повествование с описания конфликта мачехи и Джима Бализета;
- Из 17-й главы убрано указание, что лавка тряпичника была жилищем евреев; фамилию одного из старьёвщиков «Айк» Чуковский почему-то заменил на «Джонс»;
- В конце последней главы в пересказе Анненской Бализета полицейский инспектор поместил в заведение для малолетних преступников, где тот «несколько лет и выучился многому хорошему», затем разбогател в Австралии, после чего вернулся в Англию, где встретил своего друга-оборвыша Рипстона, ставшего почтенным торговцем углем. В пересказе Чуковского Бализет остался в Англии, где стал «маленьким рабочим», испытал «много труда и лишений». Чуковский завершил пересказ словами от имени Джима Бализета: «мы когда-нибудь добьемся лучшего будущего для всех больших и маленьких оборвышей, которые с самого раннего детства не знают ни ласки, ни радости».